# تحليل وزني

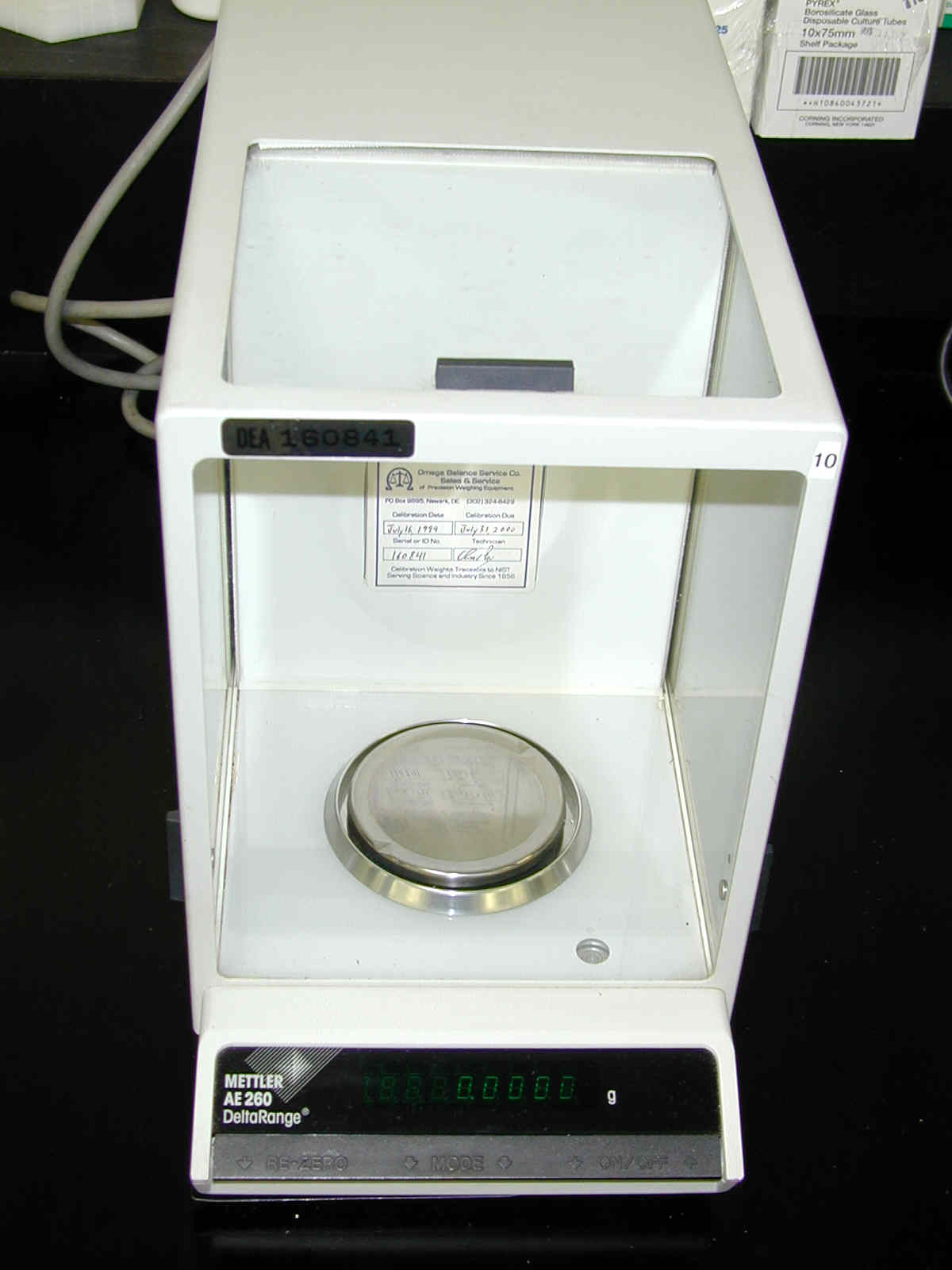
ميزان تحليلي

التحليل الوزني هو أسلوب من أساليب التحليل الكيميائي المعروفة والتي تعتمد على كتلة المادة الصلبة المراد تحليلها.
مثال بسيط لتحليل كمية المواد الصلبة المعلقة في الماء يتم ترشيح هذه المواد عن طريق ورقة ترشيح وبعدها يتم وزن كمية المواد الصلبة بميزان حساس.
في كثير من الأحيان تكون المادة المراد تحليلها ذائبة في الماء وبالتالي يجب ترسيبها عن طريق عامل ترسيب وبعد ذلك ترشح المادة الصلبة وتوزن بميزان حساس.
وفي حالات أخرى تبخر المادة ثم بعد ذلك يقاس وزن المادة الصلبة المتبقية ويكون وزن المادة المتبخر هو الفرق بين وزن المادة الصلبة قبل وبعد التبخير.وفي بعض الحالات نستخدمها كقطب تحصل فيه عملية اختزال ويوصل بقطب اخر بواسطة قنطرة ملحية نوزن قطب الاختزال قبل الاختزال وبعده وبدلالة الوزن نوجد التركيز

## طريقة الترسيب
طريقة الترسيب هي الطريقة المستخدمة لتحديد كمية الكالسيوم في الماء. باستخدام هذه الطريقة، يُضاف فائض حمض الأكساليك (H2C2O4) إلى حجم معروف من الماء. بإضافة كاشف كيميائي، سوف يترسب الكالسيوم كأكسالات الكالسيوم. عند إضافة الكاشف الكيمائي المناسب إلى محلول مائي، سينتج رواسب غير قابلة للذوبان بدرجة كبيرة من الأيونات الموجبة والسالبة التي يمكن أن تذوب مع نظيراتها.
تشكيل أكسالات الكالسيوم:
Ca2+(aq) + C2O42- → CaC2O4
يُجمَع الراسب ويُجفَّف ويُسخَّن في درجة حرارة عالية تحوله بالكامل إلى أكسيد الكالسيوم.
يتكون التفاعل من أكسيد الكالسيوم النقي
(CaC2O4 → CaO(s) + CO(g) + CO2(g
يُبَرَّد الراسب النقي، ثم يقاس الوزن، ويُكشَف الفرق في الأوزان قبل وبعد الكتلة التحليلية المفقودة، في حالة أكسيد الكالسيوم. يمكن بعد ذلك استخدام هذا الرقم لحساب الكمية، أو النسبة المئوية للتركيز منه في المزيج الأصلي.

## أنواع طرق التطاير
تُستخدم الطاقة الحرارية أو الكيميائية لترسيب الأنواع المتطايرة. على سبيل المثال، يمكن تحديد المحتوى المائي للمركب عن طريق تبخير الماء باستخدام الطاقة الحرارية (الحرارة). يمكن أيضًا استخدام الحرارة في حالة وجود الأكسجين، للاحتراق لعزل الأنواع المشتبه فيها والحصول على النتائج المرجوّة.
الطريقتين الأكثر شيوعًا لقياس الجاذبية باستخدام التطاير هما طريقتا الماء وثاني أكسيد الكربون. من الأمثلة على هذه الطريقة عزل بيكربونات هيدروجين الصوديوم (المكون الرئيسي في معظم أقراص مضادات الحموضة) من خليط كربونات وبيكربونات. يُحصَل على الكمية الإجمالية لهذا التحليل، بأي شكل من الأشكال، بإضافة فائض من حمض الكبريتيك المخفف إلى المادة التحليلية في المحلول.
في هذا التفاعل، يُدخَل غاز النيتروجين من خلال أنبوب في الدورق الذي يحتوي على المحلول. أثناء مروره، يتدفق بلطف. ثم يخرج الغاز، ويمر أولاً عامل تجفيف (هنا كبريتات الكالسيوم (CaSO4)، المجفف الشائع المشتَرك). ثم يُمرَّر خليطًا من عامل التجفيف وهيدروكسيد الصوديوم الذي يوضع على الأسبستوس أو الأسكاريت الثاني، وهو سيليكات غير ليفية تحتوي على هيدروكسيد الصوديوم، يُحصَل على كتلة ثاني أكسيد الكربون عن طريق قياس الزيادة في كتلة هذا الماص. يُجرى ذلك عن طريق قياس الفرق في وزن الأنبوب الذي يحتوي على مادة الأسكاريت قبل الإجراء وبعده.
تحتفظ كبريتات الكالسيوم (CaSO4) الموجودة في الأنبوب بثاني أكسيد الكربون بشكل انتقائي أثناء تسخينه، وبالتالي إزالته من المحلول. يمتص عامل التجفيف أي رذاذ ماء أو بخار ماء. يَمتص مزيج عامل التجفيف وهيدروكسيد الصوديوم ثاني أكسيد الكربون وأي ماء قد يكون أُنتِج نتيجةً لامتصاص هيدروكسيد الصوديوم.
(NaHCO3(aq) + H2SO4(aq) → CO2(g) + H2O(l) + NaHSO4(aq
(CO2(g) + 2 NaOH(s) → Na2CO3(s) + H2O(l